# Kweekreactor Kalkar
De kweekreactor Kalkar was een kerncentrale met een natriumgekoelde snelle kweekreactor, die in de jaren zeventig en tachtig van de 20e eeuw in Kalkar in Duitsland gebouwd werd, maar nooit in gebruik genomen is. Later werd er het pretpark "Wunderland Kalkar" gevestigd.

## Basisgegevens
- Locatie:Kalkar - Niederrhein
- Producent: Interatom GmbH
- Type: SNR-300 (kweekreactor)
- Vermogen: 327 megawatt
- Geschatte bouwkosten: ongeveer 1,5 miljard Duitse mark (ca. 0,8 miljard euro).
- Bouwkosten: ongeveer 8 miljard Duitse mark (ca. 4,1 miljard euro)
- De hoogste gedeeltes van het gebouw zijn ongeveer 93 meter hoog

## Geschiedenis

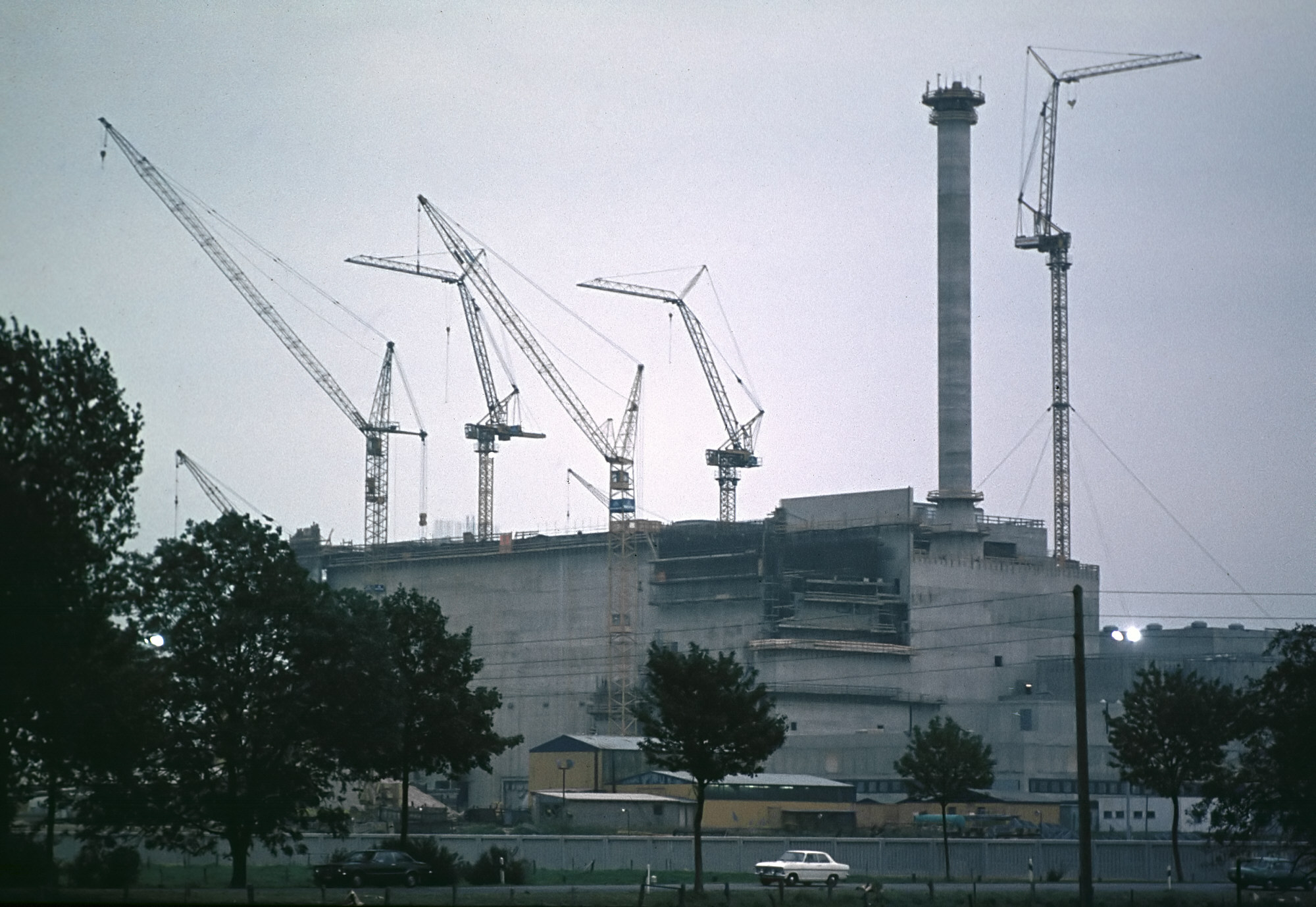
Bouwwerkzaamheden in 1977

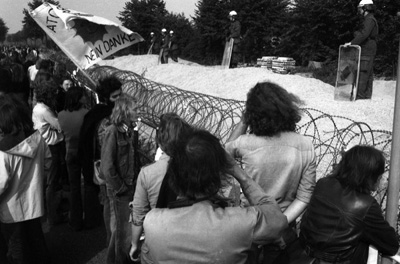
Prikkeldraad en politiebewaking tijdens een grote demonstratie in 1977

Midden jaren zestig werden er afspraken gemaakt op regeringsniveau en de industrie tussen Duitsland (70%), België (15%) en Nederland (15%) voor de bouw van de reactor. In 1972 werd besloten een prototype kweekreactor te bouwen. De geschatte totale kosten voor de oprichting van de kerncentrale Kalkar bedroegen ca 1,5 miljard Duitse mark (circa 0,8 miljard euro).
De bouwwerkzaamheden begonnen in 1973. In de jaren 70 en 80 was het plaatsje Kalkar in het nieuws door de protestmanifestaties die er gehouden werden tegen de kerncentrale. Meer dan 1000 aannemers namen deel in dit project. Vanwege wijzigingen in de politieke toezeggingen, vergunningen en technische voorschriften, werd de bouw behoorlijk vertraagd. Door deze bouwvertraging, inflatie en rente liepen de kosten op van circa 1,5 miljard tot 8 miljard DM.
Vanaf 1973 betaalde iedere consument van stroom in Nederland 3% heffing over de elektriciteitsrekening. Deze zogeheten Kalkarheffing was het begin van een brede antikernenergiebeweging in Nederland.
Politieke verschillen en de kernramp van Tsjernobyl in 1986 brachten vertraging in het verloop van de vergunningverlening.
Het bouwwerk was bouwtechnisch klaar en werd vanaf 1986 in pre-nucleaire staat in bedrijf gehouden. Door het koelmiddel natrium en de benodigde warmte om dit vloeibaar te houden, ontstonden jaarlijks ongeveer 105 miljoen DM aan kosten.
De splijtstofelementen lagen klaar om te worden afgehaald in Hanau (Duitsland) en bij Belgonucleaire in Mol (België).

## Techniek
De centrale zou volgens het zogenaamde broedproces nieuwe splijtstof aanmaken, voornamelijk plutonium-239. Het exploiteren van een dergelijke reactor brengt een risico op proliferatie mee, omdat plutonium-239 behalve voor energie-opwekking ook kan worden gebruikt voor de vervaardiging van kernwapens. Om profijt te kunnen hebben van het broedproces, is opwerking van gebruikte splijtstofelementen noodzakelijk, en hierbij kan het plutonium relatief eenvoudig onttrokken worden.
Voor risicovol werd ook de beoogde koeling van de reactorkern door middel van vloeibaar natrium aangezien. Dit is een hoogst reactief metaal dat spontaan tot ontbranding komt bij contact met zuurstof. Een eventuele brand in het natriumcircuit had volgens bepaalde deskundigen vrijwel niet geblust kunnen worden en zou mogelijk tot een ramp hebben kunnen voeren van de orde van de kernramp van Tsjernobyl op 26 april 1986.
- Bij de bouw van de kerncentrale Kalkar werden gebruikt:
  - 250.000 m³ beton
  - 58.000 ton staalwapening
  - 400.000 m³ ombouw/bekisting materiaal
  - 70.000 m leidingen met 30.000 steunen/ophangingen
  - 24.000 armaturen
  - 1.700 tanks
  - 1.200 pompen en ventilatoren
  - 6.000 km kabel op 55 km kabelgoten gelegd
  - 8.700 meet- en regelsystemen
- De kerncentrale bestaat uit 12 gebouwen met 1.700 ruimtes
- De gebruiksaanwijzing van de kerncentrale staat in ruim 10.500 A4-ordners beschreven
- Voor bedrijfsuitvoering waren er 205 splijtstofelementen met 34.030 splijtstofstaven (uit 88 km holle buizen vervaardigd) benodigd
- In een splijtstofelement bevonden zich 166 splijtstaven die met brandstof-tabletten (uranium-plutionium-mixoxide) gevuld waren
- De totale hoeveelheid reactorkoelmiddel (natrium) was 1.200 ton
- De totale hoeveelheid plutonium (bij inbedrijfname) zou 1.150 kg zijn geweest
- De totale hoeveelheid aan uranium zou 16.360 kg zijn geweest

| Technische gegevens gehele installatie                                              | Technische gegevens gehele installatie |
| ----------------------------------------------------------------------------------- | -------------------------------------- |
| de stoomopwekkers hadden een warmteopbrengst van                                    | 736 MWth                               |
| wat gelijk is aan een elektrische bruto-opbrengst van                               | 312 MWe                                |
| oftewel een elektrische netto-opbrengst van                                         | 282 MWe                                |
| totaal rendement (m.b.t. de netto-opbrengst)                                        | 38,80 %                                |
| toelaatbare gewichtsveranderingssnelheid                                            | 10 %/min                               |
| capaciteit reactorkoelmiddel                                                        | 3.550 kg/sec                           |
| koelmiddeltemperatuur bij reactoringang                                             | 377 °C                                 |
| koelmiddeltemperatuur bij reactoruitgang                                            | 546 °C                                 |
| versstoom opwekking ca.                                                             | 1.250 ton/uur                          |
| toestand versstoom bij 500 °C                                                       | 167 bar                                |
| Reactorkern                                                                         |                                        |
| aantal splijtstofelementen (binnenste zone)                                         | 103                                    |
| aantal splijtstofelementen (buitenste zone)                                         | 90                                     |
| aantal splijtstofstaven per splijtstofelement                                       | 166                                    |
| lengte actieve splijtstofstaaf                                                      | 950 mm                                 |
| diameter splijtstofstaaf (buiten)                                                   | 6 mm                                   |
| totale gewicht van een splijtstofelement ca.                                        | 125 kg                                 |
| aantal kweekelementen                                                               | 96                                     |
| aantal kweekstaven per kweekelement                                                 | 91                                     |
| diameter kweekstaaf (buiten)                                                        | 9,5 mm                                 |
| tweede uitschakelelement                                                            | 3                                      |
| blinde elementen (1e cyclus)                                                        | 3                                      |
| blinde elementen (1e en 2e cyclus)                                                  | 3                                      |
| regelstaaf eerste uitschakelelement                                                 | 9                                      |
| na-blind elementen                                                                  | 6                                      |
| reflektor-elementen (noodzakelijke doorstroming)                                    | 90                                     |
| reflektor-elementen (natuurlijke convectie)                                         | 96                                     |
| Reactortank                                                                         |                                        |
| diameter ca.                                                                        | 6700 mm                                |
| wanddikte                                                                           | 25/40 mm                               |
| totale hoogte                                                                       | 14.500 mm                              |
| gewicht van draaiplateau (incl. afscherming) ca.                                    | 425 ton                                |
| Tussen-warmtewisselaar (TWW)                                                        |                                        |
| aantal                                                                              | 3                                      |
| verwarmingsoppervlakte per TWW                                                      | 880 m²                                 |
| buisafmeting                                                                        | 21 x 1,0 mm                            |
| totale hoogte                                                                       | 13.000 mm                              |
| Stoom opwekker                                                                      |                                        |
| bouwwijze                                                                           | rechtbuizig apparaat                   |
| de inzet van wentelbuis-apparaten in een cirkel                                     |                                        |
| aantal verdampers                                                                   | 9                                      |
| water-capaciteit per verdamper                                                      | 146 ton/uur                            |
| verwarmingsoppervlakte per verdamper                                                | 220,8 m²                               |
| buisafmeting                                                                        | 17,2 x 2,0 mm                          |
| totale hoogte van een verdamper ca.                                                 | 20.000 mm                              |
| aantal oververhitters                                                               | 9                                      |
| versstoomdoorstroming per oververhitter                                             | 138 ton/uur                            |
| verwarmingsoppervlakte per oververhitter                                            | 167,2 m²                               |
| buisafmeting                                                                        | 17,2 x 2,9 mm                          |
| totale hoogte van een oververhitter ca.                                             | 18.000 mm                              |
| Natriumpomp                                                                         |                                        |
| aantal primaire pompen                                                              | 3                                      |
| opvoerhoogte                                                                        | 140 m                                  |
| bedrijfsdruk                                                                        | 14 bar                                 |
| opbrengst per pomp                                                                  | 5.300 m³/uur                           |
| toerental                                                                           | 960 tpm                                |
| prestatie bij de pompgolf ca.                                                       | 2.200 kW                               |
| aantal secundaire pompen                                                            | 3                                      |
| opvoerhoogte                                                                        | 100 m                                  |
| bedrijfsdruk                                                                        | 16 bar                                 |
| opbrengst per pomp                                                                  | 4.600 m³/uur                           |
| toerental                                                                           | 960 tpm                                |
| prestatie bij de golfpomp ca.                                                       | 1.500 kW                               |
| Noodkoelsysteem                                                                     |                                        |
| in noodgeval af te voeren warmteopbrengst                                           | 6 MWth                                 |
| prestatie van het noodkoelsysteem                                                   | 6 x 1.2 MW                             |
| bouwwijze (primair - secundair): Dompelkoeler                                       |                                        |
| bouwwijze (secundair - tertiair): Ribbenbuiskoeler                                  |                                        |
| warmte transport middel (primair / secundair / tertiair): natrium / natrium / lucht |                                        |
| stroming (primair) ontstaat door: natuurlijke stroming                              |                                        |
| stroming (secundair) ontstaat door: elektromagnetische pompen                       |                                        |
| stroming (tertiair): natuurlijke stroming door de schoorsteen                       |                                        |

## Beëindiging

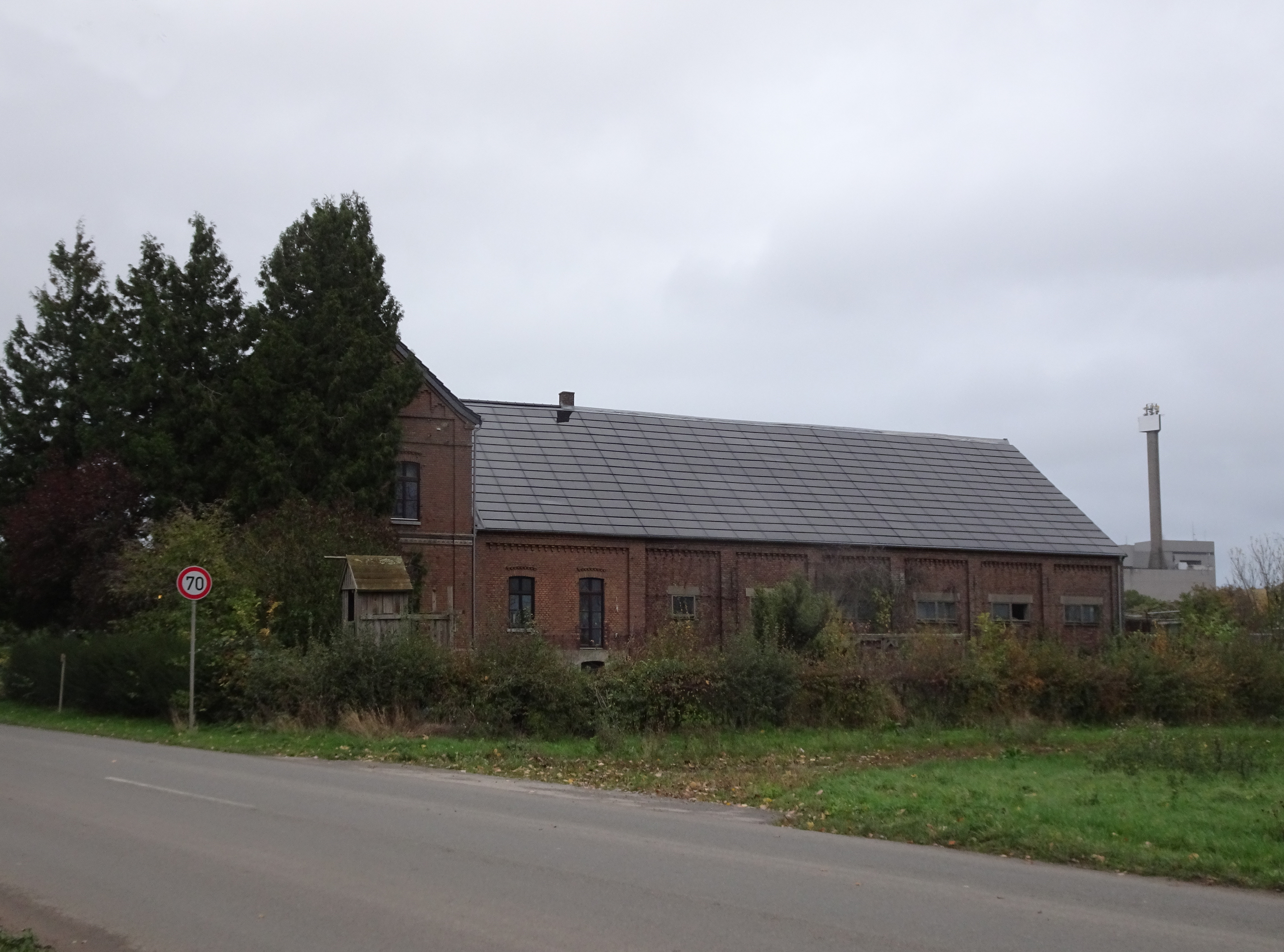
Boerderij van Frans Maas direct bij de centrale

Sedert 1985 weigert de deelstaat Noordrijn-Westfalen de drie laatste deelvergunningen af te leveren. Deze jarenlang aanslepende situatie bracht de financiering van het hele project in het gedrang. Eén en ander vond ook plaats in een context van aanhoudend protest gericht op de veiligheid van dit type reactor. Er waren in de voorafgaande jaren meerdere massale betogingen in de omgeving van de centrale en in de binnenstad van Kalkar. Aan deze protesten was ook door veel bezorgde Nederlanders deelgenomen. De bekendste klager uit de directe omgeving was boer Josef Maas die op ongeveer vijfhonderd meter afstand van het bouwproject zijn boerderij had. 
In maart 1991 kondigde de Duitse regering aan het project te beëindigen. Op 21 maart 1991 werd door minister Heinz Riesenhuber de definitieve stillegging bekendgemaakt.

## Schadeclaims
De eenzijdige Duitse beslissing werd door België noodgedwongen aanvaard. Wel eiste het land terugbetaling van de gemaakte investering (10 miljard Belgische frank, naast de kosten voor aankoop van plutonium en fabricage van de eerste reactorkern). Duitsland wees elke aansprakelijkheid af en zag zich daarin gesteund door Nederland. Uiteindelijk ontving België geen enkele vorm van geldelijke schadevergoeding, maar wel enige compensatie in natura (onder de vorm van bestellingen). Ook aanvaardde Duitsland om het aangekochte plutonium en het radioactief afval op eigen kosten te beheren. Tot een rechtszaak heeft de afwikkeling nooit geleid. 
De gemeente Kalkar ontving van de bondsregering ongeveer 60 miljoen Euro, die als project "Kalkar 2000" gebruikt werden voor herontwikkeling,  alternatieve bedrijvigheid en uitbouw van infrastructuur.

## Nieuwe bestemming

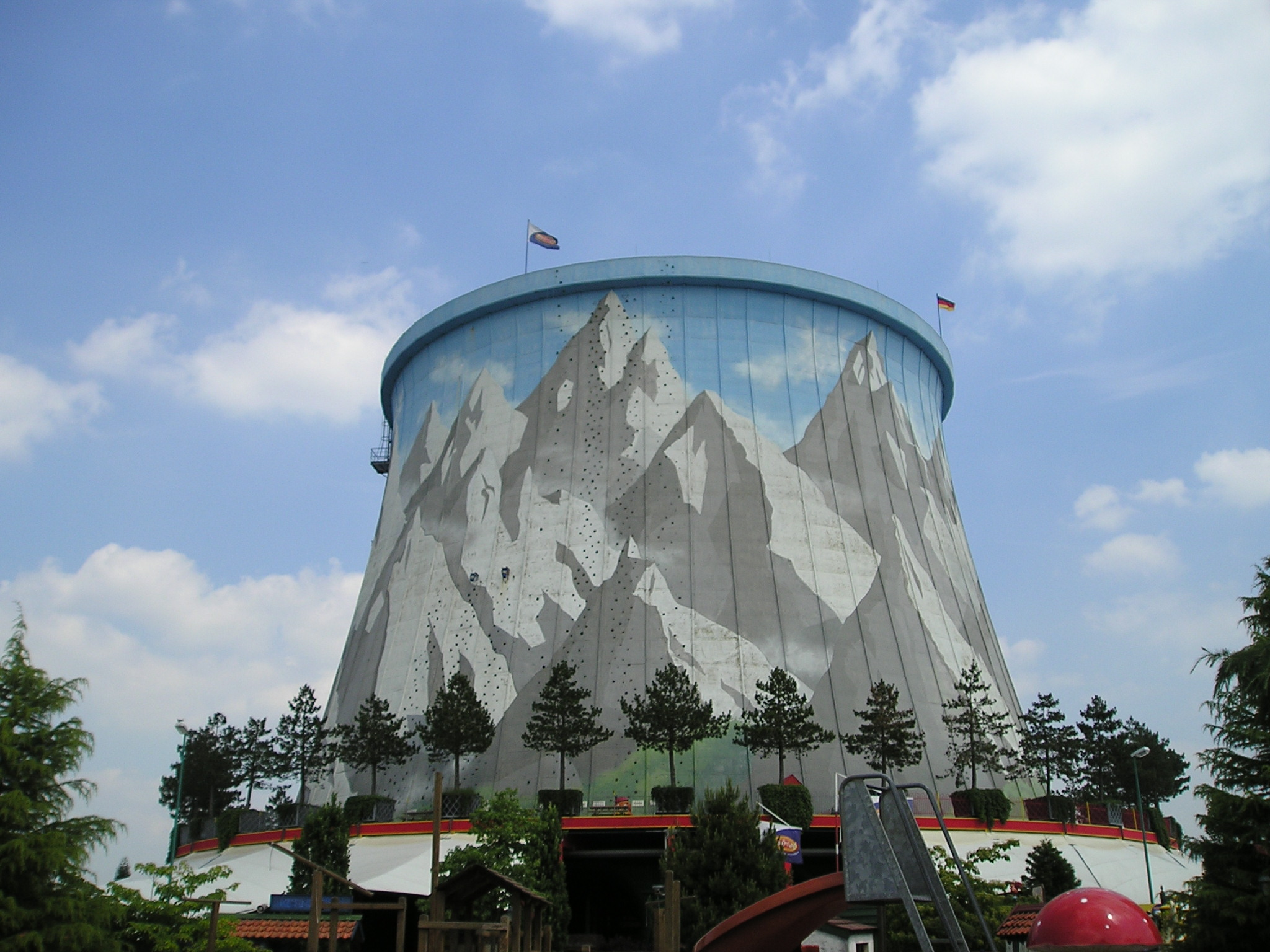
Koeltoren als klimwand in Wunderland Kalkar

Het complex werd in 1995 voor 2,5 miljoen euro  verkocht aan de Nederlandse ondernemer Hennie van der Most, die de overbodige metalen onderdelen er uit liet slopen en er een pretpark in vestigde. Het vrijetijdcentrum met hotels en familiepark heette aanvankelijk 'Kernwasser Wunderland' en werd in 2005 omgedoopt in 'Wunderland Kalkar'. Van der Most verkocht het evenementenpark in 2022 aan de Nederlandse holding die ook eigenaar is van 'DeFabrique'.

## De kweekreactor in de populaire cultuur
- Onder andere in 'Bloed' (1972), het eerste deel van de trilogie 'Bloed, zweet en tranen' van Roel van Duyn, waarin een dissidente kerngeleerde voorstelt om de 'snelle broeder' met mensenbloed in plaats van met natrium te koelen. Naar Van Duyns boek werd door regisseur Gijs Stappershoef een gelijknamige  satirische tv-film genaamd gemaakt, waarin onder andere Ton van Duinhoven te zien is. Deze film werd in 1974 uitgezonden door de KRO).
- 1978 verscheen een verzamel-lp onder de titel "Bauer Maas, Lieder gegen Atomenergie" waarvan de opbrengst bedoeld was als bijdrage aan de proceskosten.[2]